# Torrente d'Egitto
Con il toponimo di Torrente d'Egitto la Bibbia suole indicare il corso d'acqua a carattere stagionale che segnava il confine meridionale del regno di Israele dai tempi del re Davide (1004 a.C.) sino alla caduta del regno di Giuda nel 587 a.C. per mano dei babilonesi. Tale confine era - però - contestato dagli Egizi che consideravano come confine "naturale" la regione tra le attuali città di Gaza e Ascalona, circa un centinaio di chilometri più a Nord.

## Identificazione[1]
Il Torrente di Egitto è un torrente nel deserto del Sinai, a 145 chilometri a est della città di Suez, attorniato da palmeti. Il torrente fu il confine contestato fra il regno biblico di Israele e l'Egitto dei faraoni, che a più riprese tentarono di disconoscere fino a quando - caduto il Regno di Giuda in mano ai babilonesi, nel 587 a.C., lo incorporarono nel loro regno spostando il confine di 100 km più a Nord, tra le città di Gaza e di Ascalona (entrambe appartenenti alla Pentapoli Filistea). La Bibbia lo chiama "Nachal Mizraim" ed esplicitamente lo distingue dal ramo più orientale (ora insabbiato) del Nilo, che bagnava l'antica cittadina di Pelusio, e che scorreva non troppo distante dal Torrente d'Egitto medesimo. Ne identifica anche il corso dicendo che le sue sorgenti sono sui contrafforti meridionali della regione di Idumea per gettarsi nel Mar Mediterraneo presso la città di Rhinocolura, e il suo corso segnava il confine meridionale della regione in cui era stanziata la tribù di Giuda, Attualmente è noto con il nome di Wadi al-‘Arish, un corso d'acqua a carattere torrentizio che scorre nel Sinai egiziano e bagna la città di El Arish.